# Кебячевська сільська рада
Кебя́чевська сільська рада (рос. Кебячевский сельский совет) — муніципальне утворення у складі Аургазинського району Башкортостану, Росія. Адміністративний центр — присілок Кебячево.

## Населення
Населення — 636 осіб (2019, 749 в 2010, 838 в 2002).

## Склад
До складу поселення входять такі населені пункти:
| Населений пункт          | Населення, осіб (2002) | Населення, осіб (2010) |
| ------------------------ | ---------------------- | ---------------------- |
| Ібраєво, присілок        | 53                     | 36                     |
| Кебячево, присілок       | 332                    | 289                    |
| Міннібаєво, присілок     | 26                     | 27                     |
| Сітдік-Муллино, присілок | 70                     | 57                     |
| Ташликуль, присілок      | 264                    | 250                    |
| Трудовка, присілок       | 25                     | 22                     |
| Утаркуль, присілок       | 68                     | 68                     |